# NGC 3511
NGC 3511 é uma galáxia espiral barrada (SBc) localizada na direcção da constelação de Crater. Possui uma declinação de -23° 05' 11" e uma ascensão recta de 11 horas, 03 minutos e 23,7 segundos.
A galáxia NGC 3511 foi descoberta em 21 de Dezembro de 1786 por William Herschel.